# Antoine-Louis Séguier

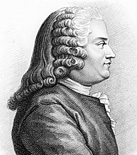
Antoine-Louis Séguier (1726–1792)

Antoine-Louis Séguier (* 1. Dezember 1726 in Paris; † 26. Januar 1792 in Tournai) war ein französischer Jurist und Politiker.

## Leben und Wirken
Séguier war mit Marguerite Henriette Vassal (* 1740) verheiratet. Das Paar hatte zwei Kinder Antoine Jean Armand Mathieu Séguier, Baron de l’Empire (1768–1848) und Armand Louis Maurice Séguier (1770–1831).
Im Jahre 1748 wurde er zum Avocat du roi und im Jahre 1751 zum Generalanwalt des Großen Rates (Avocat général au Grand Conseil)  ernannt. Im Jahre 1755 wurde er in das Parlement von Paris in 1755 bestimmt. Unter der Protektion von Ludwig XV. wurde er 1757 zum Mitglied der Académie française gewählt. Er hinterließ lediglich einige Reden, Memoiren und Anklagen.
Séguier war ein Gegner der Philosophen der Aufklärung aus, die er als „eine gottlose und verwegene Sekte“ bezeichnet, und er prangerte ihre „falsche Weisheit“ an. So war das Werk Das System der Natur von Paul Henri Thiry d’Holbach ein von der Obrigkeit geächtetes Werk. Kreise des französischen Klerus erwirkten eine Verhandlung vor dem Parlement in Paris, vor dessen Vollversammlung der Generalstaatsanwalt Séguier eine Anklagerede hielt. In deren Folge es zu einer feierlichen Verbrennung des Buches am 18. August 1770 kam.
Im Jahre 1772 wurde er Mitglied in der katholischen Confrerie des Pénitents blancs de Montpellier. Er emigrierte in den frühen Tagen der Französischen Revolution um das Jahr 1790 und starb in Tournai im heutigen Belgien im Jahre 1792, wo er in der Kirche Saint-Jacques de Tournai bestattet wurde.

## Werke
- Discours de réception. Éloge de Fontenelle. 31. März 1757.
- Réponse au discours de réception de Chamfort. 19. Juli 1781.